# Edraianthus tenuifolius
Espèce
Classification phylogénétique
Edraianthus tenuifolius est une espèce de plantes du genre Edraianthus et de la famille des Campanulaceae.